# Gian Maria Gabbiani

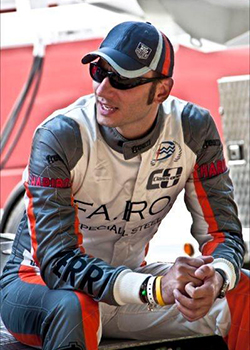
Gian Maria Gabbiani

Gian Maria Gabbiani (Castelfranco Veneto, 5 november 1978) is een Italiaans autocoureur.

## Carrière
Gabbiani begon zijn autosportcarrière in 1996 in de Italiaanse Formule Renault Campus, waar hij twee jaar bleef rijden. In 2000 reed hij in het winterkampioenschap van de Formule Palmer Audi en werd hier twaalfde. In 2001 nam hij deel aan de Italiaanse Volkswagen Fun Cup voor het team Scuderia del Girasole. In 2003 en 2004 reed hij enkele races van de NASCAR Weekly Series Atlantic Region voor het team Charlie Sigmun Racing. In 2003 maakte Gabbiani ook zijn Formule 3-debuut in het Italiaanse Formule 3-kampioenschap, waar hij uitkwam voor het team Azeta Racing. Hij reed enkel in de races op het Circuit Mugello en het Autodromo Nazionale Monza en eindigde in beide races als dertiende.
In 2004 reed Gabbiani enkele races in de FIA GT, het Italiaanse GT-kampioenschap en de Le Mans Endurance Series (LMES). In 2005 reed hij in zowel de LMES als het hoofdkampioenschap van de Le Mans Series, waarbij hij als achttiende in het kampioenschap eindigde. Tevens reed hij twee races in de Endurance Touring Car Series. In 2006 reed hij in de F3000 International Masters voor de teams Scuderia Bigazzi en Corbetta Competizioni. Met negende plaatsen op Monza en op Brands Hatch als beste resultaat werd hij 26e in het kampioenschap.
In 2007 reed Gabbiani in de International GT Open voor de teams Lambo Motorsport en Mik Corse. In 2008 reed hij in de GTA-klasse van dit kampioenschap voor Racing Team EdilCris. Ook reed hij in de FIA GT3 voor Gravity Racing. In 2009 en 2010 reed hij in de tweede divisie van het Italian Touring Endurance Championship, met drie overwinningen en een tweede plaats in het kampioenschap in zijn eerste seizoen. Ook werd hij in 2010 zesde in de 24H Series.
Na er een jaar tussenuit te zijn geweest, keerde Gabbiani in 2012 terug in de autosport in de Superstars Series, waarbij hij deelnam aan de seizoensopener op Monza voor het team Ferlito Motors. Tevens reed hij in de Superstars International Series in 2012 en 2013 met een zestiende plaats in het kampioenschap in zijn tweede seizoen als beste resultaat.
In 2014 reed Gabbiani in het eerste raceweekend van de NASCAR Whelen Euro Series op het Circuit Ricardo Tormo Valencia en scoorde hierin 52 punten, wat genoeg was voor een veertigste plaats in het kampioenschap. Ook nam hij deel aan alle autosportkampioenschappen van het nieuwe landenkampioenschap Acceleration 2014, achtereenvolgend de MW-V6 Pickup Series, de Legend SuperCup en de Formula Acceleration 1. In de eerste twee kampioenschappen reed hij enkel de raceweekenden op de Nürburgring en op Monza, waarbij een vierde plaats op Monza zijn beste resultaat was in de Pickup Series en twee vijfde plaatsen op de Nürburgring zijn beste resultaat was in de Legend SuperCup. In het laatste raceweekend op het TT Circuit Assen stapte hij in voor het Acceleration Team Italië in de Formula Acceleration 1 en eindigde als tiende in de eerste race en als elfde in de tweede race.